# Solarium d'Evere
Le Solarium d'Evere était un parc de délassement situé rue de Genève à Evere. Il fut inauguré en 1934 et fermé en 1978.

## Historique
Créé à l'instigation de Max Gmür, qui est aussi l'administrateur-délégué de l’hôtel Atlanta à Bruxelles, le parc comprend une piscine olympique extérieure et chauffée avec plongeoirs, dont un à 10 mètres, entourée d'une vaste zone gazonnée servant de solarium naturel, ainsi que d'une cafétaria avec terrasse et des tables de ping-pong.
La construction, en 1978, de la piscine communale couverte Les Tritons, inaugurée en 1979, provoque la disparition du Solarium d'Evere après la saison estivale de 1978.
Les restes du parc sont rasés en 1987 pour faire place au lotissement du clos de la Pastourelle.